# 立野千代里
立野 千代里（たての ちより、現姓：増地、1970年6月25日 - ）は、大阪府守口市出身の柔道選手。現役時代は56kg級の選手だった。身長155cm。得意技は大内刈、寝技。

## 経歴
中学まではソフトボールをやっていて、本格的に柔道を始めたのは桜宮高校に入ってからだった全国高等学校柔道選手権大会では3位となる。筑波大学に進学後、1991年には体重別で優勝して世界選手権代表に選ばれるも3回戦で敗れる。翌年再び体重別で優勝してオリンピック代表に選ばれて、銅メダルを獲得する。
1993年の世界選手権では決勝で敗れて2位に終わる。その後は52kg級から階級を上げてきた溝口紀子に勝てず代表の座から離れていたが、1997年には体重別で久しぶりに優勝して代表に選ばれて、世界選手権でも3位となる。
その後引退して、筑波大学時代の同級生であった増地克之と結婚した。結婚後は増地千代里として筑波大学柔道部のコーチを務めている。
2013年3月に全柔連は女子柔道強化選手への暴力問題を受けて増地が新設の女子強化部長のポストに起用することになった。増地は強化副委員長も兼任することになった。

## 主な戦績
- 1988年 -　全国高校選手権　3位
- 1990年 - グッドウィルゲームズ　3位
- 1990年 -　ミキハウス　クラブカップ　優勝
- 1990年 - 強化選手選考会　3位
- 1990年 - 正力杯　3位
- 1991年 - 体重別　優勝
- 1991年 - 正力杯　2位
- 1992年 - フランス国際　3位
- 1992年 - 体重別　優勝
- 1992年 - バルセロナオリンピック　3位
- 1992年 - 福岡国際　2位
- 1993年 - ドイツ国際　3位
- 1993年 - 体重別　優勝
- 1993年 - 世界選手権　2位
- 1993年 - 福岡国際　優勝
- 1994年 - 体重別　2位
- 1994年 - 強化選手選考会　優勝
- 1994年 - 福岡国際　優勝
- 1995年 - ドイツ国際　2位
- 1995年 - 体重別　3位
- 1995年 - ユニバーシアード　2位
- 1995年 - アジア選手権　2位
- 1996年 - オーストリア国際　優勝
- 1996年 - ドイツ国際　3位
- 1996年 - 体重別　2位
- 1996年 - アジア選手権　3位
- 1996年 - 全国女子体重別　3位
- 1997年 - ドイツ国際　5位
- 1997年 - 体重別　優勝
- 1997年 - 世界選手権　3位